# Naravelia antonii
Naravelia antonii är en ranunkelväxtart som beskrevs av Adolph Daniel Edward Elmer. Naravelia antonii ingår i släktet Naravelia och familjen ranunkelväxter. Inga underarter finns listade i Catalogue of Life.